# Mormia ckvitariorum
Mormia ckvitariorum är en tvåvingeart som beskrevs av Jezek 1987. Mormia ckvitariorum ingår i släktet Mormia och familjen fjärilsmyggor. Inga underarter finns listade i Catalogue of Life.